# Alice Esther Glen
Alice Esther Glen (* 26. Dezember 1881 in Christchurch; † 9. Februar 1940, Christchurch) war eine neuseeländische Autorin und Journalistin. Sie war die erste bedeutsame neuseeländische Kinderbuchautorin.

## Leben
Esther Glen wuchs als drittes (nach anderen Angaben: als zweites) von zwölf Kindern von Robert Parker Glen und Alice Helen White in Linwood auf. Bereits im Alter von 11 Jahren gewann sie einen Erzählwettbewerb mit einer Geschichte, die sie bei dem Magazin Little Folks eingesandt hatte.
Nach dem Besuch der Girls' High School in Christchurch ging sie nach Australien, um dort in einem Kindergarten zu arbeiten, den ihre Schwester Helen leitete. Dort lernte sie die australische Literatur für Kinder kennen, wie Seven little Australians von Ethel Turner aus dem Jahr 1894, das in Australien sehr erfolgreich war. Bis zu diesem Zeitpunkt gab es noch keine neuseeländischen Kinderbücher. Um ein vergleichbares Werk zu schaffen, das auf die Erfahrungen neuseeländischer Kinder eingeht, schrieb sie Six little New Zealanders, das 1917 erstmals erschien. Die Geschichte handelt von drei Junggesellen, die eine Schafzucht weit draußen auf dem Lande in Canterbury betreiben und die nicht an Kinder gewöhnt sind. Sie erhalten über Sommer Besuch von ihren sechs Neffen und Nichten aus Auckland, für die wiederum das Landleben etwas Neues ist, was zu einer Reihe von komischen Verwicklungen führt. Das Werk erschien bis 1983 in sechs Auflagen. Kritiker lobten den heiteren Schreibstil und die realistische Zeichnung der Charaktere. Im Jahr 1926 erschien der Folgeband Uncles three at Kamahi.
Ab 1922 betreute Glen die Seite für Kinder in der Zeitung Christchurch Sun, zunächst als freiberufliche Journalistin, ab 1925 war sie dort als Redakteurin und Reporterin tätig und kümmerte sich auch um die Frauenseite. Seit dieser Zeit trug sie den Spitznamen Lady Gay, und sie rief Kinder dazu auf, eigene Geschichten, Gedichte und Bilder an die Zeitung einzusenden. Ab 1935 war sie für die Christchurch Press tätig. Außerdem schrieb sie einige der ersten Hörspiele für Kinder.
Glen hatte auch ein soziales Anliegen. Sie gründete Clubs, in denen Kinder sich treffen und anfreunden konnten, um der Isolation des Landlebens zu entwachsen. Während der Weltwirtschaftskrise strickten, nähten und kochten die Kinder dort für die Armen. Außerdem setzte sie sich dafür ein, dass alleinstehende arbeitslose Frauen eine angemessene Unterkunft erhielten. Sie unterstützte die Gründung von Frauenhäusern und Kinderheimen.
Esther Glen war nicht verheiratet, und sie hatte keine eigenen Kinder. Sie verstarb am 9. Februar 1940.

## Esther Glen Award
Zu Esther Glens Andenken wurde der Esther Glen Award ins Leben gerufen, der seit 1945 (mit Ausnahmen) jährlich von der Library and Information Association of New Zealand Aotearoa (LIANZA) an einen neuseeländischen Kinderbuchautor für den exzellentesten Beitrag zur Kinder- und Jugendliteratur vergeben wird („... for the most distinguished contribution to New Zealand literature for junior fiction“).
Es ist der älteste und renommierteste neuseeländische Literaturpreis, der heute noch vergeben wird.

## Werke
- Six little New Zealanders. Cassels, London 1917 (englisch).
  - Wir sechs aus Neuseeland. Susanna Rider Verlag, München 2012, ISBN 978-3-943919-54-7 (Übersetzung von Tatjana Kröll, Überarbeitung von Mona Petri, Illustriert von Wendy Rutz).
- Twinkles on the mountain. L.M. Isitt Ltd, Christchurch 1920 (englisch).
- Uncles three at Kamahi. Whitcombe & Tombs, Christchurch 1926 (englisch).
  - Ferien auf Kamahi. Susanna Rider Verlag, München 2013, ISBN 978-3-943919-33-2 (Übersetzung von Susanna Rieder).
- Robin of Maoriland. Whitcombe & Tombs, Auckland 1929 (englisch).